# Meir Kunstadt
Meir Kunstadt (overleden in 1935) was een Oosterrijkse tekenaar van Joodse afkomst. Kunstadt was geboren als lid van de Pressburger familie. Zijn vader was Isaac ben Eliezer Lipman Kunstadt, de opperrabijn van Rădăuți (toen deel van Oostenrijk-Hongarije). Later emigreerde Meir Kunstadt naar Wenen. Aan het begin van de jaren 1900 in die stad heeft hij meerdere portretten gemaakt van beroemde rabbijnen voor de Josef Schlesinger uitgeverij. Deze portretten werden gepopulariseerde als de definitieve illustraties van de gadol rabbijnen, zoals Maimonides. Kunstadt stierf in Wenen in 1935.

## Galerij

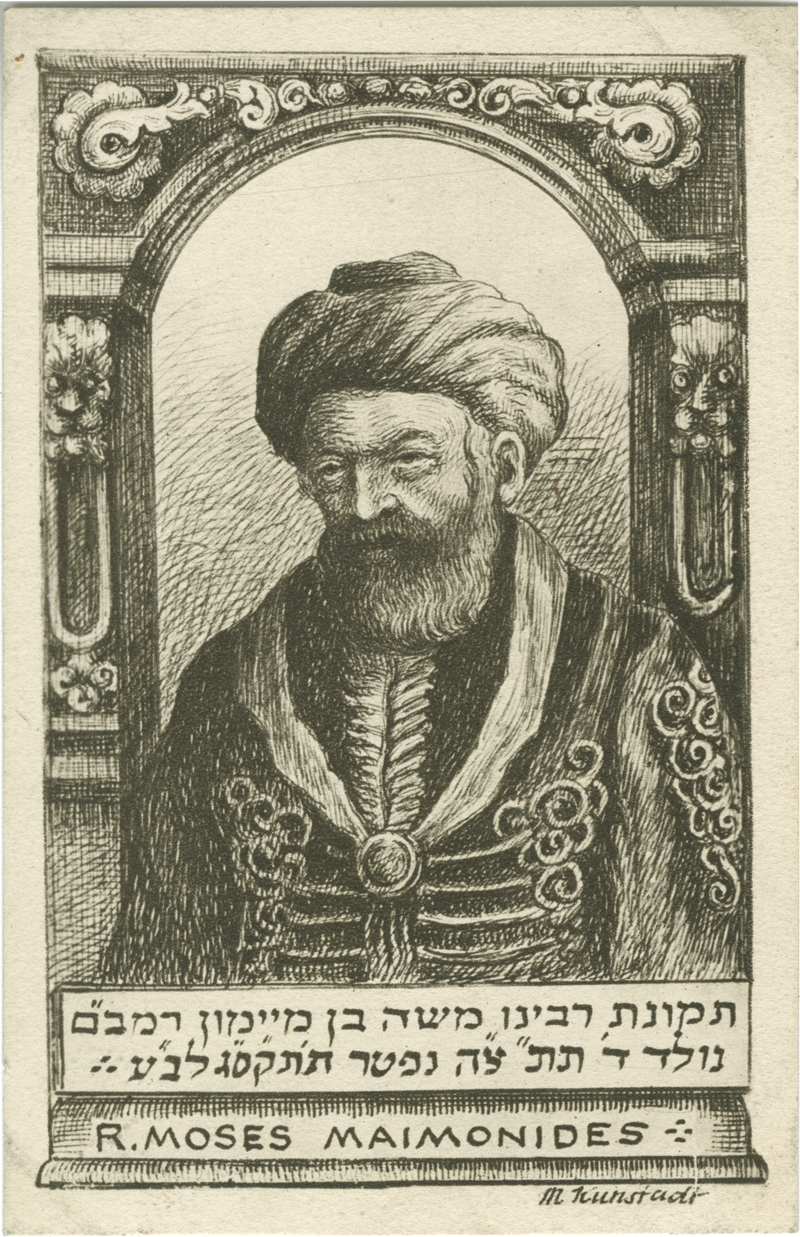
Portret van Maimonides
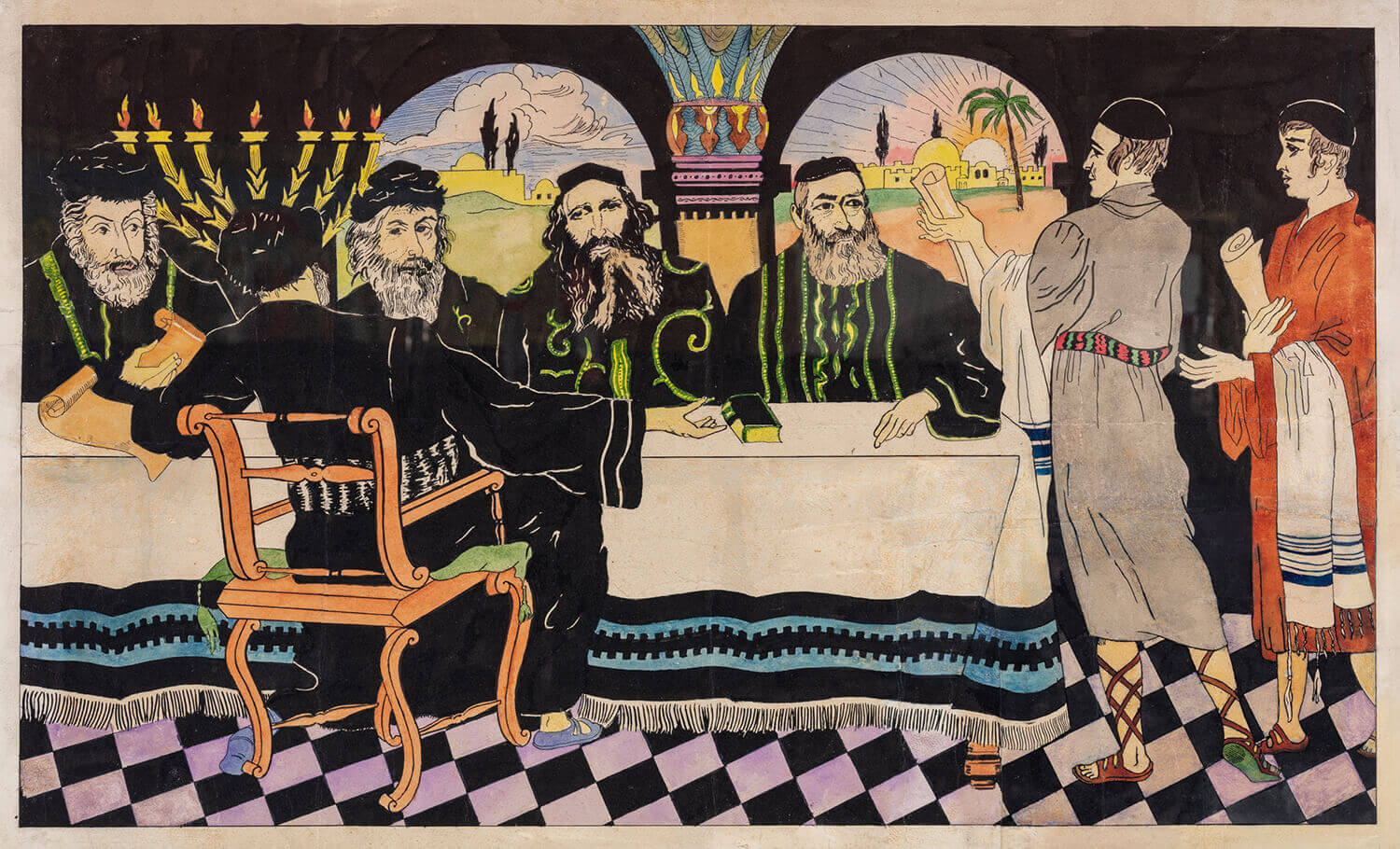
Aquarel van de Sofer familie, c. 1922
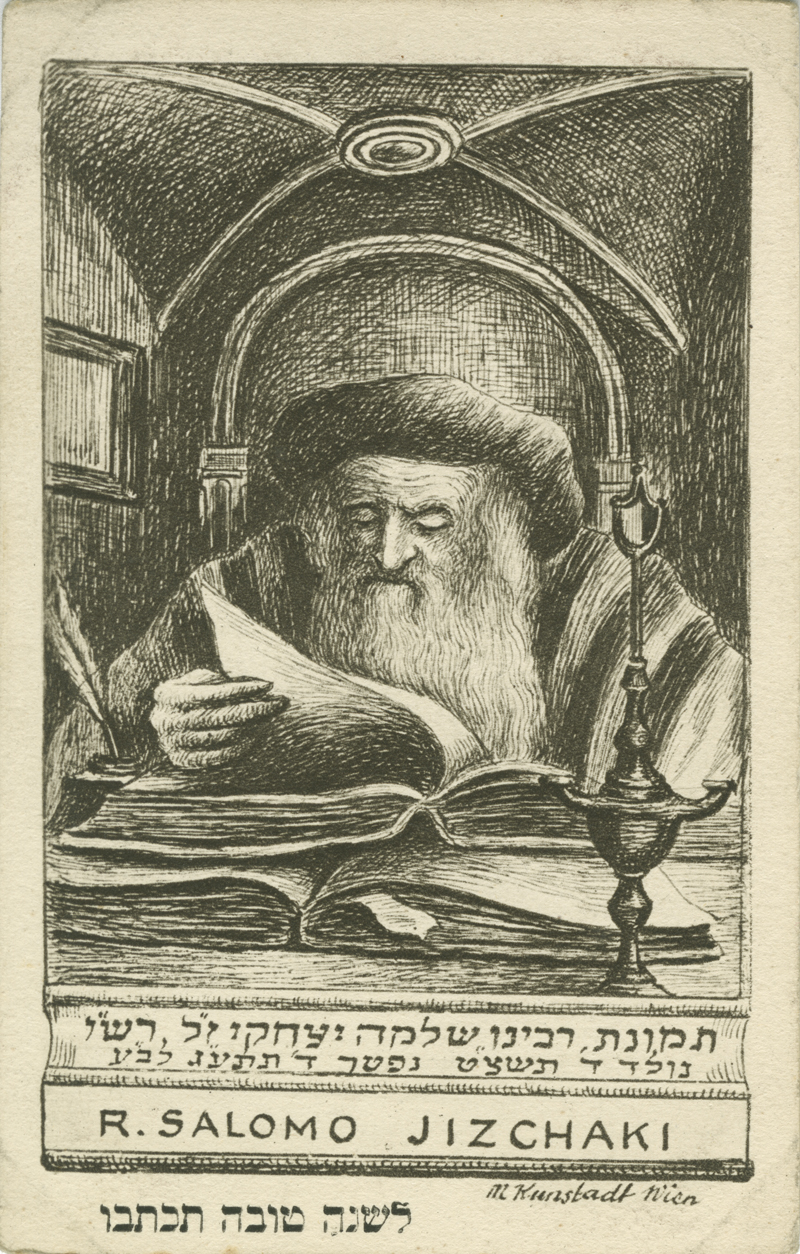
Portret van Rasji